# International Plant Names Index
International Plant Names Index (IPNI; можливий переклад — Міжнародний індекс наукових назв рослин) — сайт в мережі Інтернет, котрий забезпечує доступ до бази даних наукових назв рослин. Ресурс створено з метою стандартизації інформації, пов'язаної з ботанічною номенклатурою. База даних містить назви квіткових рослин та папоротей, котрі використовуються біологічною систематикою. Найбільш повно представлено назви таксонів рангу виду і роду. База містить основні бібліографічні відомості про першоджерела, де було вжито ці назви. Стандартні скорочення імен авторів назв рослин подаються згідно з рекомендаціями Міжнародного кодексу номенклатури водоростей, грибів та рослин (ICN) і на основі даних книги «Authors of Plant Names», котрі оновлюються і доповнюються.
Сайт і база даних створені сумісно трьома організаціями: Королівськими ботанічними садами в К'ю (Index Kewensis), Гербарієм Гарвардського університету (Harvard University Herbaria) та Австралійським національним гербарієм (Australian National Herbarium), котрі надали ботанічні відомості для цього ресурсу.
Сайт розпочав свою роботу у 1999 році. Доступ до інформації, розміщеної у база даних сайту, надається безоплатно. Ресурс подає назви рослин, котрі траплялись у наукових публікаціях, але не регламентує їх використання у ботанічній номенклатурі.
Подібний проєкт Index Fungorum містить відомості про назви грибів.